# 670-talet

## Händelser
- 670
  - Kungadömet Khotan erövras av Tibet.
  - Budhisttemplet Horyu-ji bränns ner men återuppbyggs.
  - Kairouan grundas i nuvarande Tunisien.[1]

## Födda
- Omkring 676 – Johannes från Damaskus, en av kyrkofäderna.
- 676 – Muhammad ibn Ali, imam.

## Avlidna
- 673 – Chlothar III, kung av Neustrien, kung av Burgund och kung av Frankerriket.
- 675 – Childerik II, kung av Austrasien och kung av Frankerriket.
- 17 juni 676 – Adeodatus II, påve.
- 676 – Klodvig III, kung av Neustrien, kung av Burgund och kung av Austrasien.
- 11 april 678, Donus, påve.
- 23 december 679, Dagobert II, kung av Austrasien.